# ترانسكريبوس
ترانسكريبوس هي منصة للتعرف على النص وتحليل الصور والتعرف على بنية الوثائق التاريخية.
أنشئت المنصة في سياق مشروعي الاتحاد الأوروبي "tranScriptorium" (2013-2015)  و"READ" (الاعتراف بالوثائق الأرشيفية وإثرائها - 2016-2019).  طورتها جامعة إنسبروك . طورت ووجهت المنصة منذ 1 يوليو 2019 بواسطة READ-COOP. 

## الروابط الخارجية
- قراءة التعاون
- موقع ترانسكريبوس
- Deutschsprachige Benutzeranleitung für die Transkribus-Plattform
- مستودع جيثب
- مارك روثبالر: Transkribus – Erfahrungsbericht zu machinellem Lernen and Handbook Text Recognition in der Heimat- und Familyforschung ، Besprechung der Software vom 26. يونيو 2020 في مدونة أرشيفاليا